# ألفريد براونر
ألفريد براونر (3 يوليو 1910 - 1 ديسمبر 2002): باحث فرنسي من أصل نمساوي وعالم اجتماع واختصاصي علم النفس التنموي ومؤلف، وكان متطوعًا في الألوية الدولية في أثناء الحرب الأهلية الإسبانية وعضو المقاومة الفرنسية والنمساوية في أثناء الإدارة العسكرية في فرنسا. كرس حياته لتعليم الأطفال اللاجئين والنازحين وسيئي التلاؤم، وشارك في استقبال الأطفال اليهود الناجين من ليلة البلور ومعسكرات الاعتقال النازية في بوخنفالد وأوشفيتز منذ عام 1939 حتى عام 1946. كاتب مبكر عن الذاتوية الطفولية، وكان رائدًا في تحليل رسومات الأطفال في الحرب، إذ أنشأ منذ عام 1937 أول مجموعة من شهادات الرسم لتقديم منظور فريد للصراعات الرئيسية في القرن العشرين من خلال عيون الأطفال.

## النشأة في النمسا والتعليم
وُلد ألفريد براونر في 3 يوليو عام 1910 في سانت ماندي لوالدين نمساويين مجريين قضيا عامين في فرنسا لأغراض مهنية، ينحدر ألفريد براونر من عائلة فيينية مرموقة. عمه من جهة الأم، إرفين ويكسبرغ، طبيب نفسي عصبي أمريكي نمساوي، وأحد رواد علم النفس الفردي. في فيينا، عقدت عائلته حفلات موسيقية كلاسيكية خاصةً في قصر إسترهازي، حيث كان سيغموند فرويد ضيفًا مدعوًا. في طفولته، عانى مضاعفات الحرب وشهد والده يهم بالرحيل إلى الحرب العالمية الأولى للخدمة في الجيش النمساوي المجري. لحماية نفسه من الأوبئة، في أثناء الحرب العالمية الأولى، أرسله والداه إلى عائلة في مورافيا. في عام 1928، في مخيم صيفي للطلاب في النمسا، قابل زوجته فريتزي ريزل التي تزوجها في عام 1936. دافع عن أطروحته في الدكتوراه في جامعة فيينا عام 1934، بعنوان «إجماعية جولز رومينس»، وهي مراسلات تبدأ بين طالب الدكتوراه الشاب في فيينا وجولز رومينس. خدم ألفريد في الجيش الفرنسي منذ عام 1939 وحصل على وسام صليب الحرب 1939-1945، المُشاد بذكره في التقارير العسكرية بواسطة فرقته. في عام 1946، دافع عن أطروحة في جامعة باريس حول «المضاعفات النفسية للحرب الحديثة على الطفولة» وقدم في نفس العام أطروحة مُكملة بعنوان «خطة مركز إعادة تأهيل الأحداث المجرمين في كايزيربيرسدورف بالقرب من فيينا (النمسا) وتنظيم المركز ونتائجه» هاجر شقيقه الأصغر ويليام إلى الولايات المتحدة بعد ليلة البلور وتُوفي في 6 أكتوبر عام 1948 في حادث تحطم طائرة بوينغ بي 29 التابعة للقوات الجوية الأمريكية في ولاية جورجيا الأمريكية عام 1948، ما أدى إلى قضية المحكمة العليا المعروفة الولايات المتحدة ضد رينولدز.

## الحياة والمسار المهني
بدأ ألفريد براونر نشاطه المهني معلمًا في مركز إعادة تأهيل الأحداث المجرمين في كايزيربيرسدورف في فيينا منذ عام 1928 وحتى عام 1933. في أثناء الحرب الأهلية الإسبانية، تطوع في الألوية الدولية ووضعه لويجي لونغو على رأس لجنة لمساعدة الأشخاص اللاجئين أو الذين تم إجلاؤهم، بسبب خبرته السابقة مع الشباب المعرضين للخطر. إنها موطن للأطفال الذين نُزحوا من مدريد وأستورياس بعد قصف غرنيكا، والهدف هو مساعدة الأطفال الإسبان في الأراضي الجمهورية، في البلاد وفي منطقة القتال. أخيرًا، عاد ألفريد إلى فرنسا بعد هزيمة الجمهورية الإسبانية الثانية.
في عام 1937، اكتشف ألفريد براونر وزوجته فريتزي صدمة الأطفال ضحايا الحرب بعد تلقي مجموعة من الرسومات من فصل دراسي في برشلونة. بالإضافة إلى أطفال المدارس الكتالونيين الذين كانوا محظوظين بما يكفي للبقاء في مدرستهم، شهد لاجئون من مدريد أحداثًا مأساوية. أجرى الزوجان براونر تحليلًا نفسيًا لرسومات الأطفال، التي كانت بالنسبة لهما طريقة مميزة للتعبير التصويري للطفل الصغير. سلطوا الضوء على ما يبدو لهم من ميزة رسم الطفل في الحرب وتدوين الملاحظات وإنشاء السجلات الطبية والاستبيانات. كانت رسومات أطفال الحرب الأهلية الإسبانية وكتاباتهم نتيجة مسابقة نظمها ألفريد براونر بين أطفال برشلونة حول ثلاثة مواضيع: «حياتي قبل الحرب، وما رأيته من الحرب، وكيف أرى حياتي بعد الحرب». كانت حينها بداية عملهم على الأطفال المقبوض عليهم في منتصف الحرب. جُمع 4,000 رسم لأطفال لاجئين والعديد من المقالات في إسبانيا، وقدمت لاحقًا إلى جانب رسومات أخرى للأطفال في الحرب شهادةً فريدة من نوعها عن نزاعات القرن العشرين من خلال عيون الأطفال. تلقى مشروعهم لنشر رسومات الأطفال وشهاداتهم في الحرب دعمًا من إيليا إهرنبرج ورومان رولاند الذين «اعتبروا هذه المجموعة ذات أهمية تعليمية وتاريخية وإنسانية كبيرة».